# (33017) Wroński
(33017) Wroński est un astéroïde de la ceinture principale.

## Description
(33017) Wroński est un astéroïde de la ceinture principale. Il fut découvert le 9 avril 1997 à La Silla par Eric Walter Elst. Il présente une orbite caractérisée par un demi-grand axe de 3,16 UA, une excentricité de 0,03 et une inclinaison de 10,0° par rapport à l'écliptique.

## Compléments